# Trioxys imphalensis
Trioxys imphalensis är en stekelart som beskrevs av Paonam och Singh 1988. Trioxys imphalensis ingår i släktet Trioxys och familjen bracksteklar. Inga underarter finns listade i Catalogue of Life.